# Nagy Sportágválasztó Szervező Kft.
A Nagy Sportágválasztó Szervező Kft. egy budapesti cég, amely sportrendezvények szervezésével foglalkozik. A cég a  2007 szeptemberében elindított Nagy Sportágválasztó eseménnyel kapcsolatban  használta elsőként ezt a kifejezést rendezvénynévként. A rendezvény sajátossága, hogy nem csupán egy sportesemény, hanem a sportágak gyakorlati kipróbálását teszi lehetővé  a látogatók számára, abból a célból, hogy a sportágak közötti választást, a döntést segítse, nonprofit alapon, a látogatók számára díjmentesen.
A fővárosban egy évben két alkalommal májusban és szeptemberben megrendezett Budapesti Nagy Sportágválasztó események, valamint az országos mozgalommá válás 2010-től - amely 15-20 vidéki, regionális eseményt jelentett évente - még ismertebbé tette a "Nagy Sportválasztó" kifejezést. Ezt jelzi - többek között-, hogy például a 2011. május 25-én, az általános és középiskolai tanulók kompetencia szintjének mérésekor a 6. osztályosok szövegértési feladatsora a Nagy Sportágválasztóról szólt.
A Nagy Sportágválasztó rendezvény ötlete Ipacs Endre vb bronzérmes kenustól származik.  A rendezvény helyszíne X. kerületi Merkapt Sportközpont volt, amelynek akkoriban Ipacs Endre volt a létesítményvezetője. Ebben az 5,5 hektár területű, szabadtéri sportközpontban kerül megrendezésre - máig is - a Nagy Sportágválasztó rendezvény.
Míg az első rendezvényen 20 sportág és közel 300 látogató jelent meg, napjainkban a Budapesti Nagy Sportágválasztókon már 100-nál több a  kipróbálható sportágak száma, a látogatók száma pedig eseményenként eléri a 20-22 000 főt (2016).
2010-ben a Nagy Sportágválasztó országos mozgalommá vált, regionális szervezőpartnerek bevonásával. A Nagy Sportágválasztó Szervező Iroda Kft. által kialakított franchise-rendszeren keresztül, már az első évben 15 vidéki Nagy Sportágválasztó jött létre. A vidéki Nagy Sportágválasztó rendezvények, természetesen az adott város és régió sportegyesületeinek együttműködésével, a helyben megtalálható sportágakat mutatják be vagy májusban vagy szeptemberben.
2015-ben a tavaszi és őszi Sportágválasztó rendezvények repertoárja két tematikus rendezvénnyel bővült. A 2015. július 18-án a Balaton partján, a Siófoki Nagystrandon megrendezett Nyári Sportágválasztó, illetve a 2015. január 18-án, a Városligeti Műjégpályán megrendezett Téli Sportágválasztó elnevezésű rendezvényekkel  lehetővé tette az évszak szerinti sportágválasztást. Csupán a négy  legfontosabb rendezvénnyel több mint 60 000 érdeklődőt ér el a Nagy Sportágválasztó Szervező iroda, a regionális eseményekkel együtt pedig több mint százezres látogatói számot jelent.[forrás?]

## A cég védjegyei
- NAGY SPORTVÁLASZTÓ -  A SPORT NAPJAI (szóösszetétel) (védjegy lajstromszáma: HU 196693)
- TÉLI SPORTVÁLASZTÓ (szóösszetétel) (bejelentés folyamatban)
- NYÁRI SPORTVÁLASZTÓ (szóösszetétel) (bejelentés folyamatban)